# Paul Friesé
Paul Émile Friesé (auch Friésé geschrieben) (* 12. April 1851 in Straßburg; † 21. April 1917 in Troyon) war ein französischer Architekt, der für seine Industrie- und Geschäftsbauten bekannt wurde.

## Leben
Friesé war der Sohn eines Kunstschreiners und optierte 1871 nach der Annexion des Elsass durch das Deutsche Reich für die französische Nationalität. Er kam nach Paris, wo er mit 20 Jahren das Studium an der École nationale supérieure des beaux-arts bei Georges-Ernest Coquart (1831–1902) aufnahm. Nach Abschluss seines Studiums wurde er sous-inspecteur des bâtiments civils und danach inspecteur des travaux im Palais Bourbon. Schließlich wurde er 1878 inspecteur des travaux an der École centrale des arts et manufactures.
Mit Jules Denfer richtete er 1885 ein gemeinsames Architektenbüro ein. Sie bauten zunächst Gymnasien in Roanne und Saint-Étienne und danach die Erweiterung der Kristallerie von Sèvres. Als Architekt und Ingenieur errichtete er ab 1891 nun ohne Partner Büro- und Wohnhäuser, Villen und Industriebauten wie die Grands moulins de Corbeil, die Malzfabrik von Ris-Orangis und die Papierfabrik Darblay.
Ab 1908 arbeitete er vor allem für die Compagnie parisienne de distribution d'électricité (CPDE), für die er über 20 Umspannstationen (siehe Unterwerke der Pariser Métro) baute.
Seine Auftraggeber wie die Compagnie parisienne de distribution d’électricité  und die Compagnie du chemin de fer métropolitain de Paris (CMP) gehörten zur Industriegruppe Empain-Schneider, für die er in Champagne-sur-Seine eine Fabrik errichtete.

## Erster Weltkrieg
Als Elsässer, der wünschte, dass das Elsass wieder zu Frankreich kommen sollte, meldete er sich 1914 freiwillig als 63-Jähriger zum Kriegsdienst. In der Schlacht um den Chemin des Dames wurde er 1917 in Vendresse (Ardennes) verwundet und starb daraufhin an den Folgen. Auf dem Cimetière Montparnasse in Paris wurde er bestattet.

## Nachfolger
Sein Mitarbeiter Eugène Haug, ebenfalls aus Straßburg kommend, übernahm sein Architektenbüro und baute die Grands Moulins von Pantin.
Sein Sohn Charles Friesé (* 1901), ebenfalls Architekt, errichtete zusammen mit Henri Sauvage das Kaufhaus La Samaritaine in Paris und das Kaufhaus Decré in Nantes.
Paul Friesé ist der Großvater mütterlicherseits von Pierre Schœndœrffer.

## Bauwerke (Auswahl)

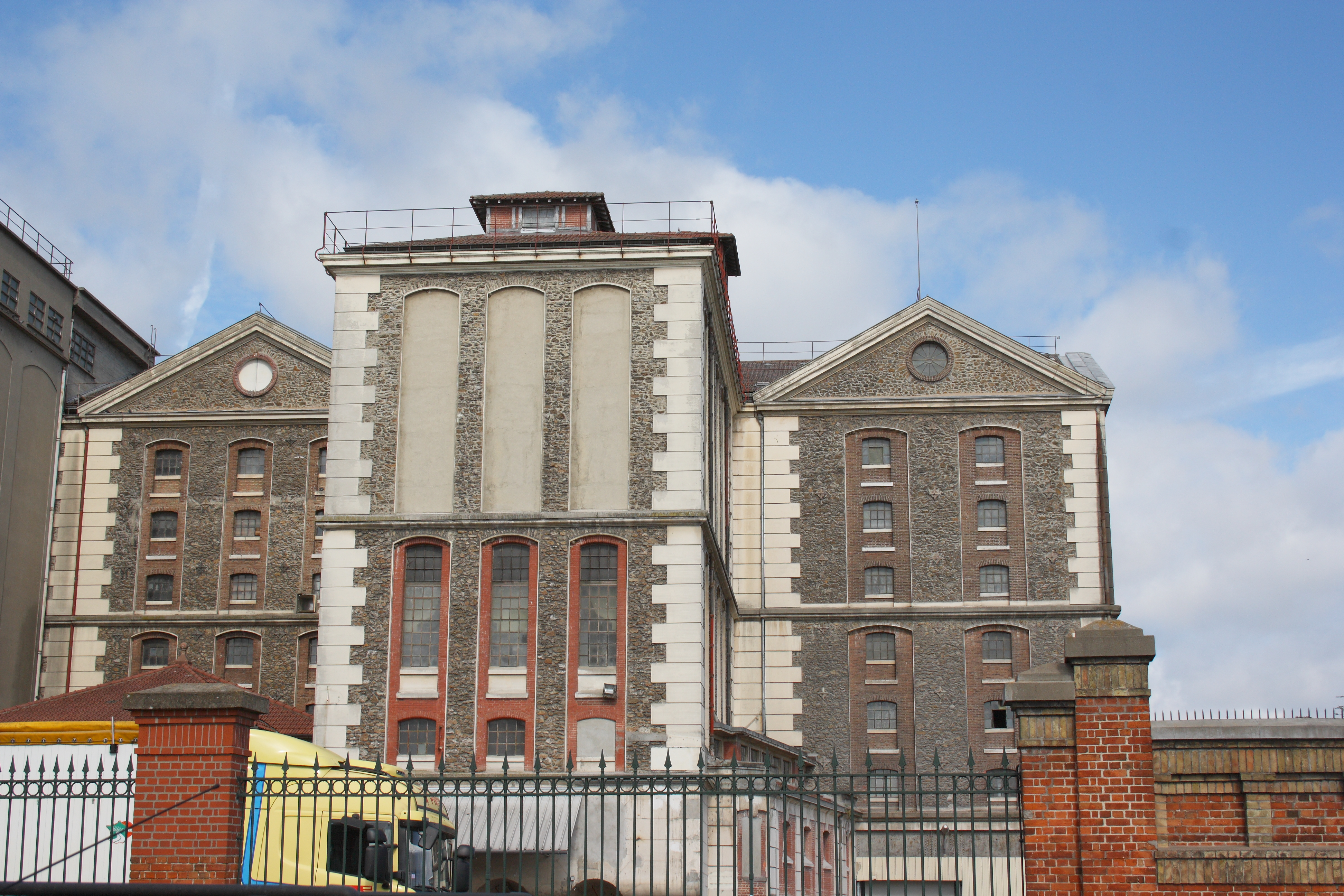
Grands moulins de Corbeil

- 1883 bis 1885: eklektizistische Villa in der 171, avenue de la Division Leclerc à Enghien-les-Bains für Auguste Rosenstiehl.
- 1886: Kristallerie von Sèvre in Meudon
- 1889: Umspannwerk an der Place Clichy (Rue des Dames im 17. Arrondissement von Paris), heute als Monument historique geschützt
- 1890: Lebensmittelfabrik Springer in Maisons-Alfort (Val-de-Marne), heute Monument historique
- 1893: Grands moulins de Corbeil, heute Monument historique
- 1895: Elektrizitätswerk, 132, quai de Jemmapes im 10. Arrondissement von Paris
- 1899:  Elektrizitätswerk in Asnières-sur-Seine (Hauts-de-Seine)
- 1899: Halle für die Straßenbahnen der Société des transports en commun de la région parisienne (STCRP)
- 1903: Grabmal des Generals Henrion Bertier auf dem Friedhof von Neuilly-sur-Seine (Hauts-de-Seine) mit Skulpturen von Pierre Granet
- 1903: Generatorenhaus der Firma Schneider in Champagne-sur-Seine (Département Seine-et-Marne)
- 1903: Umspannwerk, 41, rue Caumartin im 9. Arrondissement von Paris, heute Monument historique
- 1905 bis 1913: Haus mit Sozialwohnungen für die Union Home, rue Daguerre, in Mülhausen (Elsass)
- 1907 bis 1908: Firmensitz der Banque suisse et française an der Ecke 11, rue Pillet-Will und 20, rue La Fayette im 9. Arrondissement von Paris (heute Crédit commercial de France)
- 1908: Sous-station Temple, Umspannwerk 36, rue Jacques-Louvel-Tessier im 10. Arrondissement von Paris (Monument historique)
- 1910: unterirdisches Umspannwerk im 7. Arrondissement von Paris
- 1910 bis 1912: Sanatorium in Lutterbach (Haut-Rhin) für den Industriellen Lalance aus Mülhausen
- 1911: unterirdisches Umspannwerk Bastille im 4. Arrondissement von Paris, heute Monument historique
- 1911: Umbau des Schlosses von Villebouzin in Longpont-sur-Orge
- 1912: unterirdisches Umspannwerk in Auteuil, 2bis, rue Michel Ange im 16. Arrondissement von Paris, heute Monument historique
- 1912: Fabrikhalle in Dammarie-sur-Saulx
- 1913: Fabrikhalle und Arbeiterwohnungen (Cité Leroy) für den Tapetenproduzenten Leroy in Saint-Fargeau-Ponthierry (Département Seine-et-Marne)

## Auszeichnungen (Auswahl)
- Offizier des Ordre des Palmes Académiques
- Offizier der Légion d’honneur